# ساری (انگلستان)
ساری (به انگلیسی: ‎/ˈsʌri/‎surrey) یک شهرستان تشریفاتی در ناحیه جنوب شرقی انگلستان است. 
مساحت این شهرستان ۱٬۶۶۳ کیلومتر مربع و جمعیت آن ۱٬۱۲۷٬۳۰۰ نفر است.
همچنین این شهرستان با شهرستان‌های ساسکس شرقی، کنت و لندن بزرگ همسایه است.